# ماهاراگاما
ماهاراگاما (به لاتین: Maharagama) یک منطقهٔ مسکونی در سری‌لانکا است که در ناحیه کلمبو واقع شده‌است. ماهاراگاما ۱۹۵٬۳۵۵ نفر جمعیت دارد.